# IC 4473-2
IC 4473-2 — галактика типу S (спіральна галактика) у сузір'ї Волопас.
Цей об'єкт міститься в оригінальній редакції індексного каталогу.